# 梓州
梓州（ししゅう）は、中国にかつて存在した州。南北朝時代から宋代にかけて、現在の四川省綿陽市南部に設置された。

## 魏晋南北朝時代
南朝梁の蕭紀（皇位僭称552年-553年）により設置された新州を前身とする。

## 隋代
隋初には、新州は4郡6県を管轄した。583年（開皇3年）、隋が郡制を廃すると、新州の属郡は廃止された。598年（開皇18年）、新州は梓州と改称された。607年（大業3年）に州が廃止されて郡が置かれると、梓州は新城郡と改称され、下部に5県を管轄した。隋代の行政区分に関しては下表を参照。
| 隋代の行政区画変遷 | 隋代の行政区画変遷 | 隋代の行政区画変遷 | 隋代の行政区画変遷 | 隋代の行政区画変遷 | 隋代の行政区画変遷 | 隋代の行政区画変遷               | 隋代の行政区画変遷 |
| 区分               | 開皇元年           | 開皇元年           | 開皇元年           | 開皇元年           | 区分               | 大業3年                          |                    |
| ------------------ | ------------------ | ------------------ | ------------------ | ------------------ | ------------------ | -------------------------------- | ------------------ |
| 州                 | 新州               | 新州               | 新州               | 新州               | 郡                 | 新城郡                           |                    |
| 郡                 | 昌城郡             | 高渠郡             | 塩亭郡             | 通泉郡             | 県                 | 郪県 射洪県 塩亭県 通泉県 飛烏県 |                    |
| 県                 | 昌城県 射洪県      | 高渠県             | 塩亭県             | 通泉県 光漢県      | 県                 | 郪県 射洪県 塩亭県 通泉県 飛烏県 |                    |

## 唐代以降
618年（武徳元年）、唐により新城郡は梓州と改められた。742年（天宝元年）、梓州は梓潼郡と改称された。758年（乾元元年）、梓潼郡は梓州の称にもどされた。梓州は剣南道に属し、郪・射洪・塩亭・永泰・通泉・飛烏・玄武・銅山の8県を管轄した。乾元年間以後、梓州は東川節度使の治所とされた。
1118年（重和元年）、北宋により梓州は潼川府に昇格した。